# Estação République (Metrô de Paris)
République é uma estação das linhas 3, 5, 8, 9 e 11 do Metrô de Paris. Ela se situa na Place de la République, no limite dos 3.º, 10.º e 11.º arrondissements de Paris.

## Localização
A estação está situada sob a Place de la République, com as plataformas da linha 3 sendo situadas na parte leste da praça, na direção da Avenue de la République. As da linha 5 são ao noroeste da praça, na entrada do Boulevard de Magenta. As das linhas 8 e 9 são a oeste da praça na saída do Boulevard Saint-Martin. Finalmente, as plataformas da linha 11 são ao nordeste no início da Rue du Faubourg-du-Temple.

## História

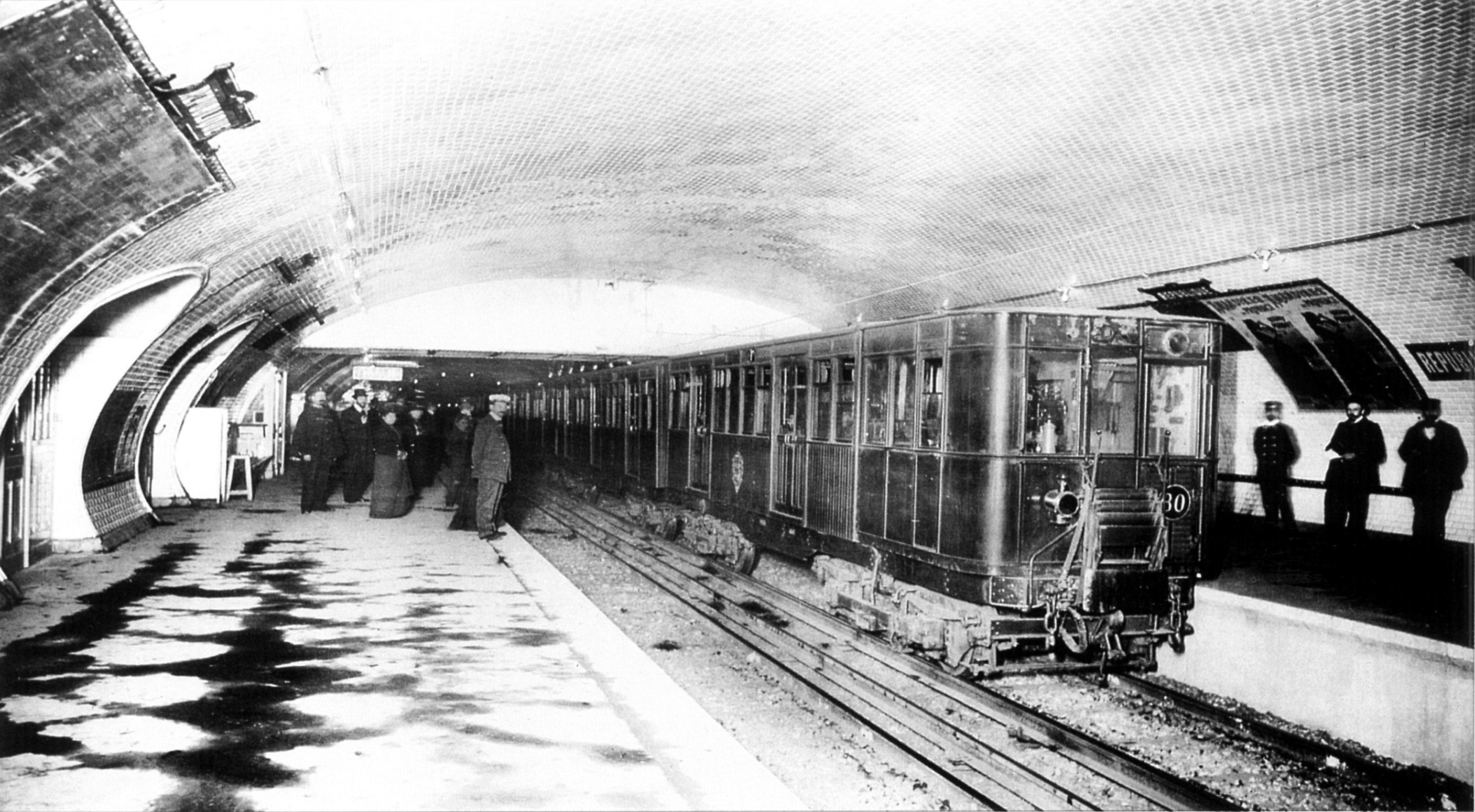
A estação, em 1904.

A estação foi inaugurada em 19 de outubro de 1904 com a entrada em serviço do primeiro trecho da linha 3 entre as estações Avenue de Villiers (hoje Villiers) e Père Lachaise.
A estação da Linha 5 foi inaugurada em 15 de novembro de 1907, 11 meses após a inauguração de sua extensão de Place Mazas (hoje Quai de la Rapée) para Lancry (hoje Jacques Bonsergent), ao mesmo tempo que a abertura da extensão desta última para Gare du Nord. Até então, os trens passavam aí sem parar.
Antes da malha do RER, ela detinha o recorde de maior número de partidas, cinco (agora igualada por Châtelet com a chegada da linha 14).
A estação foi a primeira da rede a se beneficiar de elevadores, em 1910.
O cruzamento destas cinco linhas de metrô impôs a criação de um complexo sistema de corredores para permitir o movimento sem atrito dos viajantes. Pelas linhas que ela conecta, a estação é diretamente acessível a partir de diversas comunas do subúrbio próximo parisiense.
A estação deve seu nome à sua localização sob a Place de la République, assim chamada como parte do projeto para erguer a atual Estátua da República em seu centro.
A estação é a sexta da rede em termos de tráfego, com 17 095 806 passageiros entrando no ano 2011 ou 16 953 175 passageiros entrando em 2013. Este número não reflete a frequência da estação, desde que em 2006 houve uma média de 114 000 passageiros de entrada por dia de trabalho (e portanto de saída) e 147 000 passageiros que realizaram uma correspondência entre duas linhas de metrô. O tráfego no sábado é significativamente inferior, uma vez que se havia contado 40 000 passageiros de entrada, também em 2006.
Ela foi renovada em 2009/2010, o que permitiu a renovação da iluminação e das telhas de faiança, a implementação de uma nova sinalização, de uma bilheteria e de um "contra-clube", bem como a criação de quatro frentes de venda automática, tudo em antecipação da renovação planejada pela Prefeitura de Paris da Place de la République. Os trabalhos de renovação da praça na superfície são no entanto suspeitos de ser a causa de muitos infiltrações de água na estação, reduzindo a zero o reparo feito três anos antes. O custo das reparações foi estimado em oito milhões de euros.

## Serviços aos Passageiros

### Acessos
A estação dispõe de nove acessos:

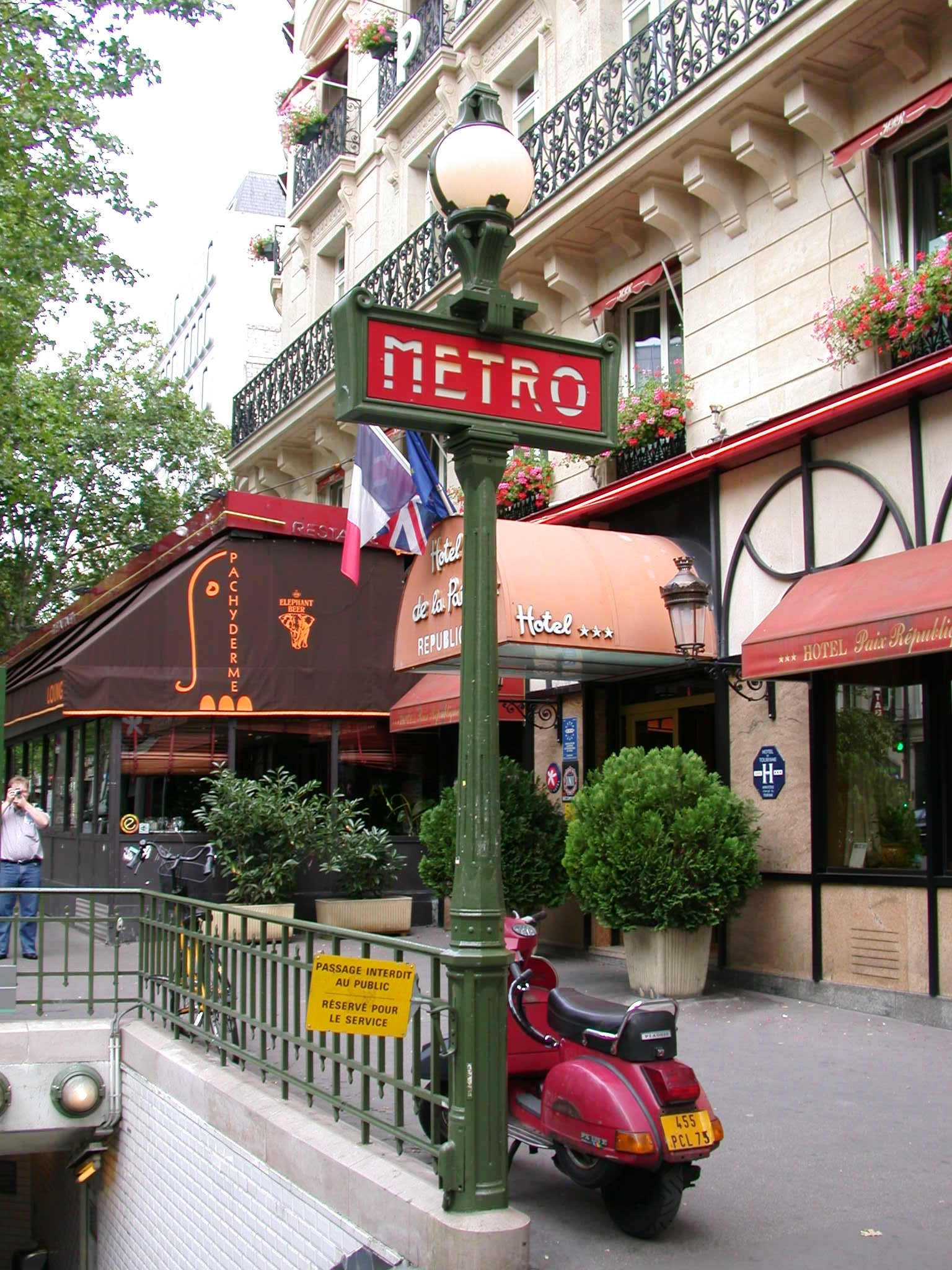
Uma entrada da estação com um mastro Dervaux.

- Place de la République, rue René-Boulanger, 48° 52′ 06″ N, 2° 21′ 45″ L;
- Boulevard Saint-Martin, côté des numéros pairs, 48° 52′ 05″ N, 2° 21′ 42″ L;
- Boulevard Saint-Martin, côté des numéros impairs, 48° 52′ 05″ N, 2° 21′ 41″ L;
- Boulevard Magenta, 48° 52′ 05″ N, 2° 21′ 47″ L;
- Place de la République, rue du Faubourg-du-Temple, 48° 52′ 04″ N, 2° 21′ 52″ L;
- Place de la République, côté rue du Faubourg du Temple, 48° 52′ 03″ N, 2° 21′ 54″ L;
- Place de la République, 48° 52′ 01″ N, 2° 21′ 54″ L;
- Place de la République, côté statue, 48° 52′ 02″ N, 2° 21′ 51″ L;
- Place de la République, rue du Temple, 48° 52′ 01″ N, 2° 21′ 49″ L.

### Plataformas
A estação é de configuração padrão com duas plataformas laterais separadas pelas vias do metrô em todas as linhas.

### Intermodalidade
A estação é servida pelas linhas 20, 56, 75 e 91 da rede de ônibus RATP e, à noite, pelas linhas N01, N02, N12, N23, N141 e N142 da rede de ônibus Noctilien.

## Pontos turísticos
- Place de la République
- Bourse du travail

## Galeria de fotografias

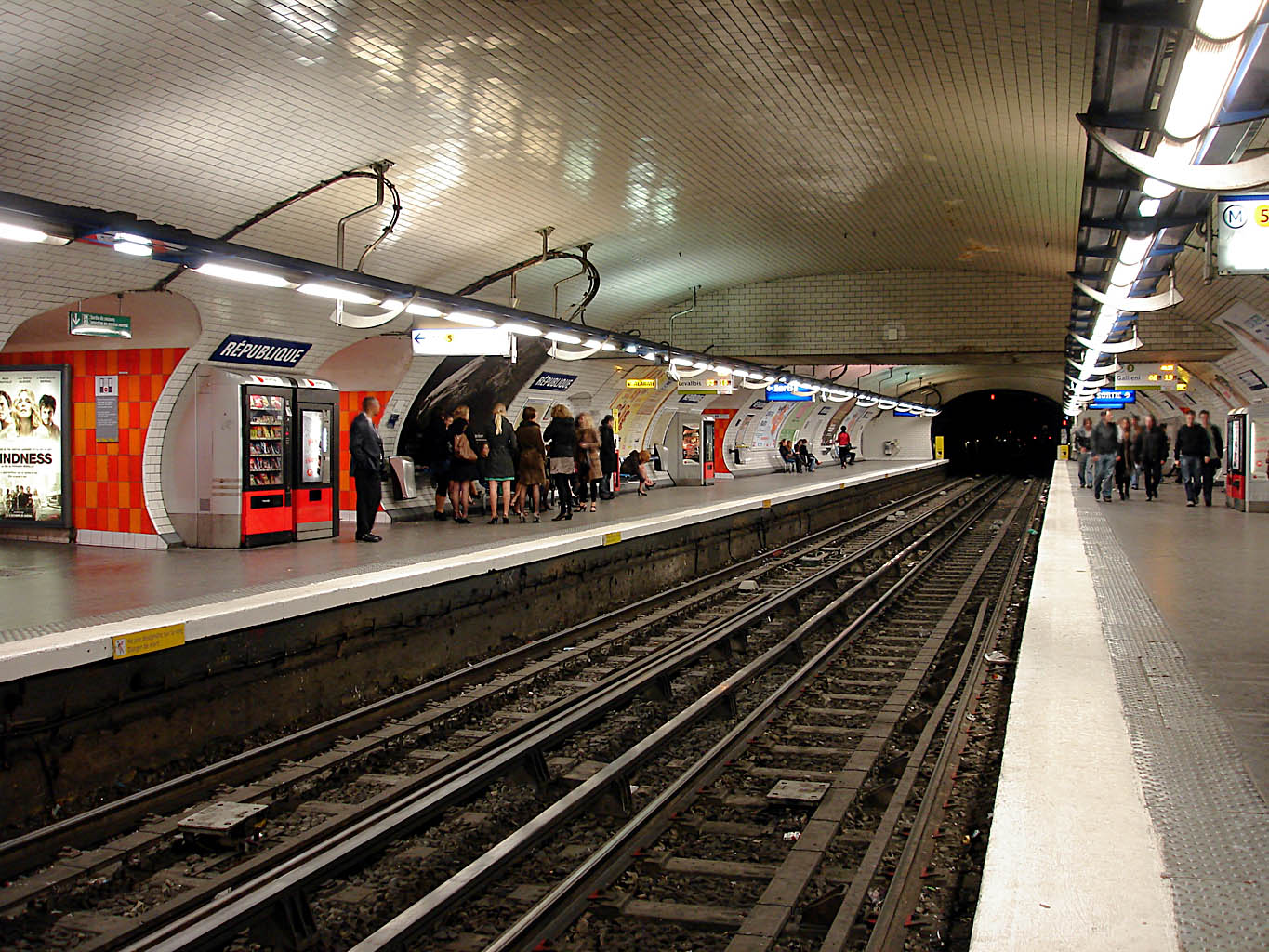
A estação da linha 3.
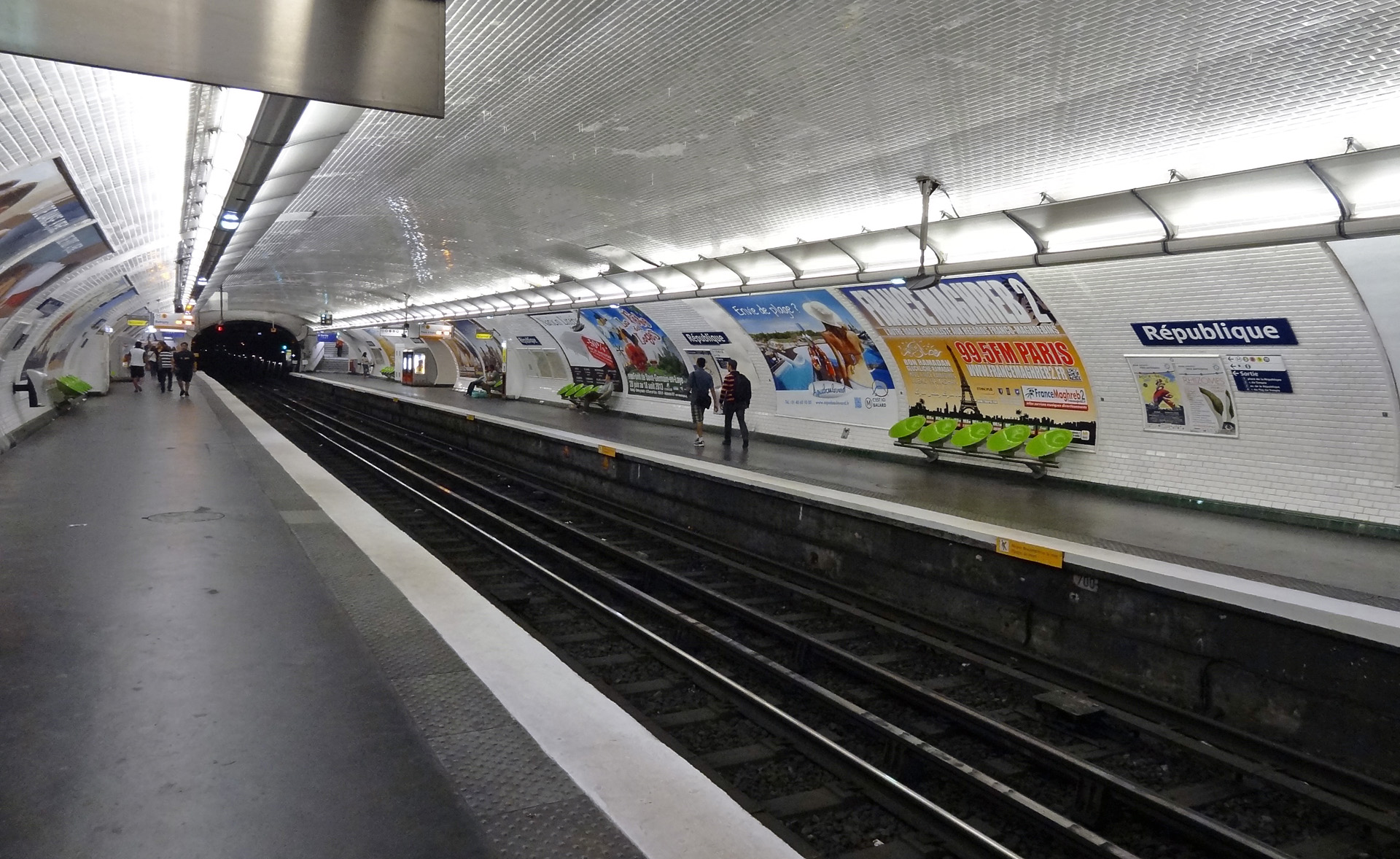
A estação renovada da linha 5.
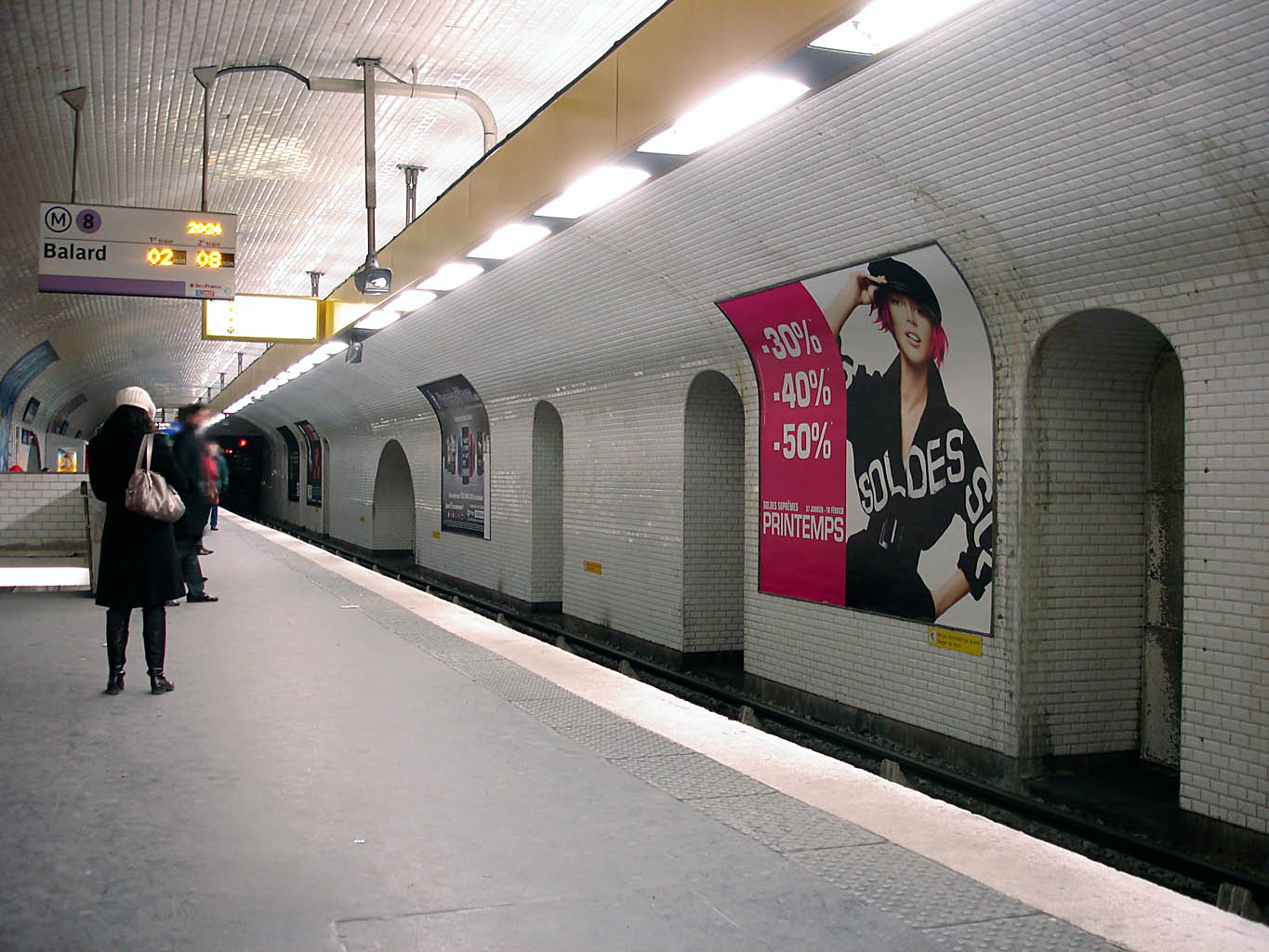
Uma das meias-estações da linha 8.
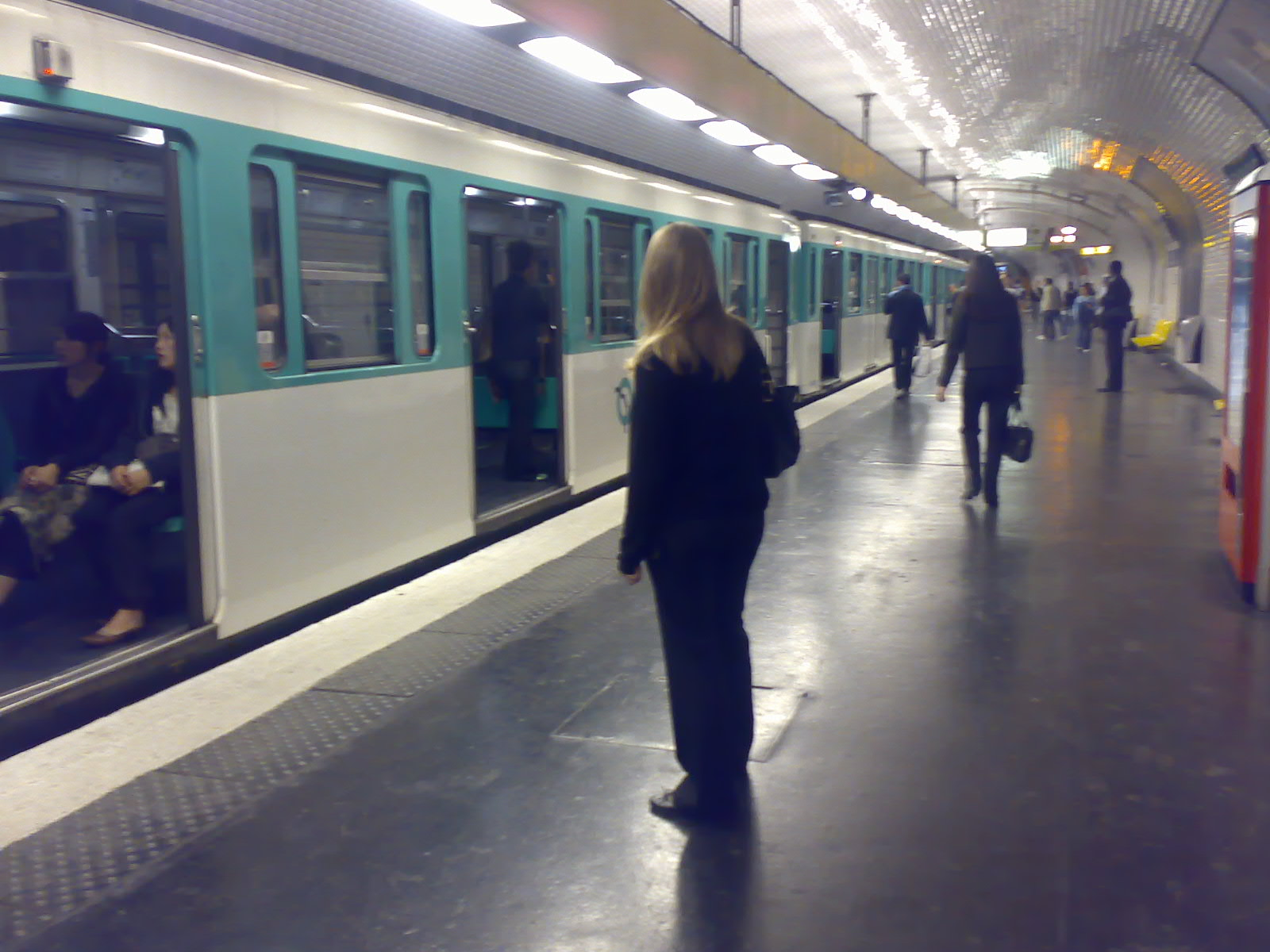
Uma das meias-estações da linha 9.
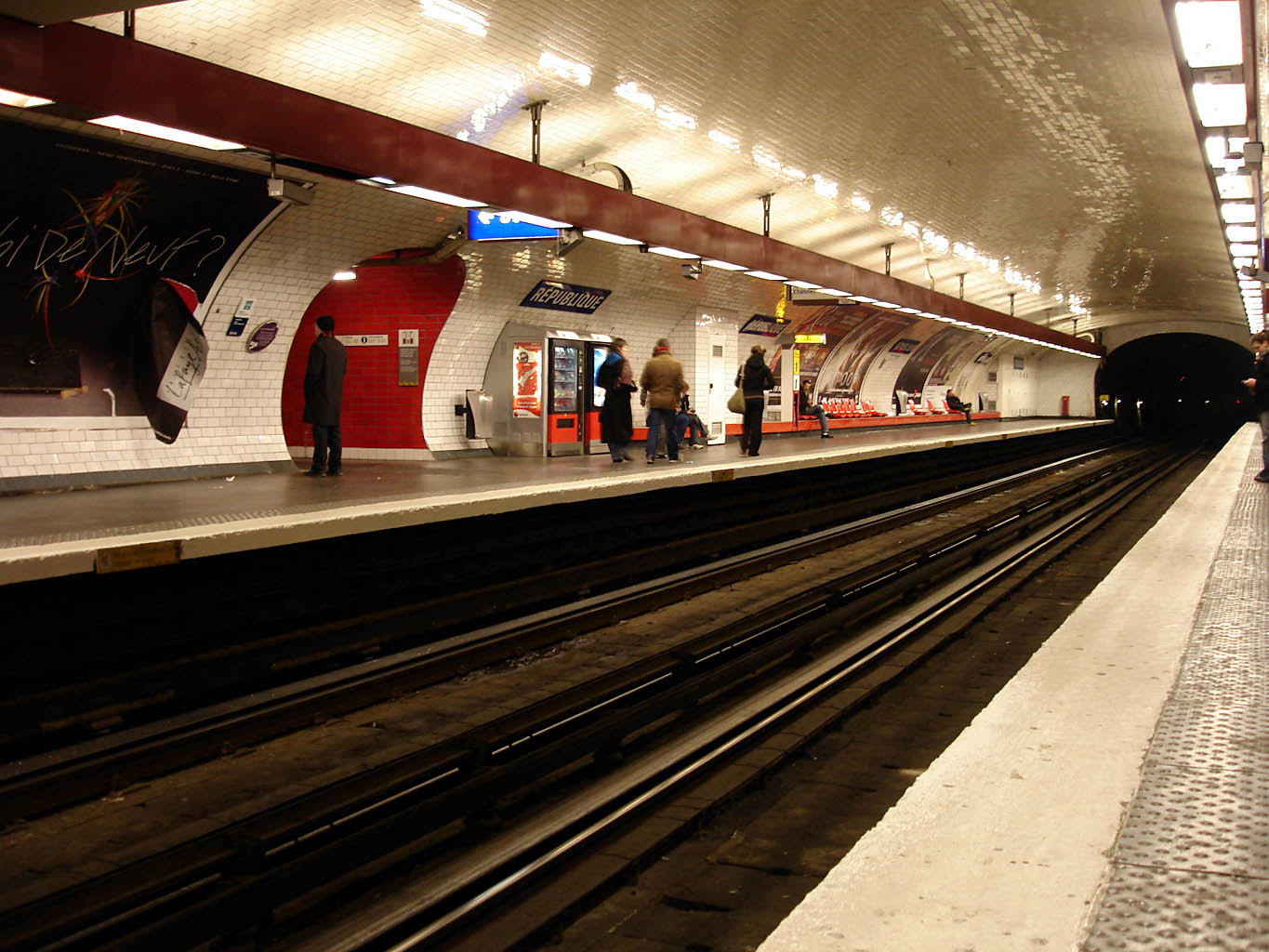
A estação da linha 11.